# Ayashi no Ceres
Ayashi no Ceres (妖しのセレス Ayashi no Seresu?) traducido literalmente como 'Misterio de Ceres' y conocida en España bajo el título de Ceres: la leyenda celestial es una serie de manga escrita e ilustrada por Yuu Watase. Originalmente fue serializada en la revista Shōjo Comic desde mayo de 1996 hasta marzo del 2000. Los capítulos fueron también publicados por Shōgakukan en catorce volúmenes. La serie se centra en Aya Mikage, quien en su decimosexto cumpleaños, descubre que ella es la reencarnación de una doncella celestial (天女 tennyo?) llamada Ceres, y su hermano gemelo Aki es la reencarnación del antiguo marido de Ceres. Ceres comienza a manifestarse en Aya, y para poder salvar a su hermano, Aya debe encontrar la prenda celestial (羽衣 hagoromo?) de Ceres que se encuentra perdida, mientras trata de evitar ser capturada o asesinada por la familia Mikage, quienes quieren usar los poderes de Ceres para sus propios propósitos. Aya también debe de enfrentarse al hecho de que su alterego Ceres, busca la venganza encontra de su propia descendencia debido a un doloroso recuerdo de su propio pasado.
La serie de manga fue traducida al español por la editorial Glénat. En 1998, ganó el Premio de Manga Shogakukan para shoujo. Studio Pierrot adaptó el manga en una serie de anime de veinticuatro episodios, que debutaron en Japón en la cadena WOWOW el 20 de abril de 2000, y fue transmitida hasta el 28 de septiembre de 2000. En España fue transmitida por el canal Buzz y distribuida en DVD por Jonu Media.

## Argumento
Aya Mikage, una adolescente próxima a cumplir 16 años, decide pasarse con su hermano gemelo, Aki, y sus amigos por una adivina que tiene mucha fama en la predicción de amores pero cuando le va a leer el futuro, en vez de augurarle una futura relación amorosa, le habla de sangre, odio y mucho dolor. Muy enfadada se van todos al karaoke a cantar y nada más salir escuchan a una mujer gritando porque le han robado el bolso y el ladrón corre hacia ellos. Aya decide detenerle y cuando coge el bolso se da cuenta de que va a caer desde el puente.
Es entonces cuando empieza a ver diferentes imágenes en su cabeza y se siente como si flotase. Se ha salvado del impacto contra el suelo pero ahora va hacia ella un coche del que la salva un muchacho muy guapo que desaparece igual que apareció. De vuelta a casa, Aki y ella hablan de lo que ha pasado, y Aya asegura que a pesar del miedo, está feliz de que le haya ocurrido algo distinto de lo usual, pero Aki le replica que debería estar feliz de tener la vida tranquila que llevan. Para su mala suerte al día siguiente es su 16º cumpleaños pero en vez de ir a celebrarlo con sus amigos tienen que ir a casa de su abuelo ya que toda la familia quiere celebrarlo juntos. Pero al llegar, más que una alegre fiesta, parece un funeral. Entonces el mismo chico que salvó a Aya le trae una caja que debe abrir. En su interior hay una mano momificada que le hace temblar y ver las mismas imágenes que cuando cayó del puente. Cuando pasa todo, a Aki le duele todo el cuerpo y le salen una terribles heridas. Nadie hace nada. Al contrario, le dicen que se aleje de él y que la única que va a morir es ella. Luego del grotesco espectáculo, su padre desesperadamente le grita a Aya para que huya de la casa ya que su vida corre grave peligro.

## Personajes
Aya Mikage (御景 妖 Mikage Aya?)
 Seiyū: Yumi Kakazu
Aya había sido una chica normal hasta su 16º cumpleaños, el día 23 de septiembre: peleas con su hermano, regañinas de los padres, alegres charlas en la cena.... Seguía una rutina de vida como la de cualquier persona y quería que le ocurriese algo interesante. Cuando Ceres despierta dentro suyo pierde toda esa vida que llevaba y se marca como objetivo luchar para intentar recuperla. Recuperar a su hermano Aki, a su madre y su tranquila vida de estudiante. Tendrá que pasar por muchas dificultades y no siempre conseguirá mantenerse firme ante las adversidades, aunque para eso cuenta con el apoyo de sus amigos y con ese apoyo y un fuerte deseo de llegar a ser feliz junto a Toya hará frente a todo lo que se le presente.
Aki Mikage (御景 明 Mikage Aki?)
 Seiyū: Susumu Chiba
Al igual que Aya, en su 16º cumpleaños el día 23 de septiembre, su vida cambia por completo. Ambos pierden la familia feliz que siempre habían formado junto a sus padres. Pero mientras que a Aya la familia Mikage la persigue para acabar con ella por llevar en su interior a Ceres, a él que lleva al Primer Antepasado le encierran en una jaula de oro y acaba teniendo que acceder a someterse a los experimentos de su primo Kagami que sólo consiguen despertar aún más a Mikagi en su interior. Cada vez le costará más trabajo mantener su conciencia para dar paso a la de Mikagi.
Toya (十夜 Tōya?)
 Seiyū: Katsuyuki Konishi
En un principio estuvo empleado en Mikage Internacional como miembro del grupo de los cuatro guardianes cardinales pero cambió de bando para unirse a los Aogiri. Cuando conoce a Aya en Tokio no recuerda nada de su pasado. Sólo guarda las pistas de Mikage y Tokio. Al no saber quién es, se vuelve solitario y cierra su corazón al mundo mostrando pocas emociones humanas y un escaso interés en la vida. sinceridad y el amor de Aya le llegan al fondo de su corazón y se da cuenta de que más allá de los límites de la memoria y la razón desea protegerla y amarla. Gracias a la ayuda de Aya logra recuperar su memoria. 
Yūhi Aogiri (梧 雄飛 Aogiri Yūhi?)
 Seiyū: Kentaro Ito
Es el hijo de una amante de su padre. Su madre le abandonó siendo muy niño y su familia se desentendió de él, con excepción de su hermano Kazuma que intentó consolar el corazón herido de Yuhi. Tras la muerte de su hermano sigue viviendo con su cuñada, Suzumi, como si fuese su verdadera hermana. Aunque eso no elimina su antipatía por los Aogiri ni su soledad al carecer de una familia propia. Suzumi le ordena que proteja a Aya. Las lágrimas de la muchacha le conmueven profundamente y se acaba enamorando de ella. Trata de conquistar su corazón a pesar de que en el de Aya ese sitio ya está para Tooya, pero no obstante no se rendirá tan fácilmente, y mucho menos cuando la vea llorar más de una vez su culpa.
Suzumi Aogiri (梧 納涼 Aogiri Suzumi?)
 Seiyū: Mayumi Asano
Originaria de Hyôgo. Profesora de baile japonés tiene un estudio de danza en su propia casa. Su marido muere y debido a eso tiene un aborto del niño que esperaba. Eso la lleva a intentar suicidarse pero Yuhi la salva y decide seguir viviendo para poder cuidar de él. Toma bajo su protección también a Aya, ya que ella también es una doncella celestial y conoce muy bien lo que es sufrir. Acabará por ser como una hermana mayor para ella.
Kyū Oda, "Mrs. Q" (小田 玖 Oda Kyū?)
 Seiyū: Kujira
Es el ama de llaves de los Aogiri. Tiene hijos. A pesar de que en un primer momento parece tener aspecto de mujer severa es muy ingeniosa y divertida. Tiene una salida para todo y más de una vez dejará a los protagonistas con los ojos a cuadritos. Es muy amable y enseguida le coge a cariño a Aya como si formase parte de la familia desde siempre.
Chidori Kuruma (来間 千鳥 Kuruma Chidori?)
 Seiyū: Ayako Kawasumi
Se siente culpable de las heridas que sufrió su hermano Shota. Por eso visita a los Aogiri en busca de Ceres. Luego se acaba uniendo a ellos en la búsqueda del manto celestial. Le gusta Yuhi y suele pelear con Aya. Sus poderes despiertan cuando Shota está en peligro y llega a transformarse, aunque en su caso, al contrario que Aya, sigue manteniendo su conciencia.
Kagami Mikage (御景 各臣 Mikage Kagami?)
 Seiyū: Tomokazu Sugita
Presidente del Grupo de Investigación y Desarrollo (I+D) Mikage Internacional y jefe del proyecto C. Kagami es el fruto de una aventura de una noche y sufrió una infancia muy dura. Al llegar a la pubertad ya no creía en conceptos como el amor o el corazón humano, pero encuentra un dibujo de una doncella celestial y lo toma de referencia como el de la mujer ideal y la madre perfecta. No conoce a su padre y su madre no lo reconoce ya que está mentalmente inestable. Antes de que llegase a ese extremo, la madre le presionó para que destacase en todas las asignaturas y llegó al punto de abusar físicamente de él. 
Alexander O. Howell (アレクサンダー·O·ハウエル Arekusandā O. Haueru?)

## Lista de episodios
- Datos: Q697482